# Фаріс Кркалич
Фаріс Кркалич (босн. Faris Krkalić, нар. 15 червня 2002) — боснійський футболіст, воротар фінського клубу «Ільвес».

## Клубна кар'єра
Кркалич почав займатися футболом у академії «Сараєва», а в 2018 році перейшов у загребське «Динамо».У червні 2020 року він підписав перший професіональний контракт з «Динамо».
Протягом 2020—2022 років він грав у оренді за «Сесвете» у другому хорватському дивізіоні, де провів 41 матч, після чого з початку 2023 року також на правах оренди грав за «Кустошію» у цій же лізі.
У сезоні 2023/24 був запасним воротарем «Динамо», тому зіграв лише один матч, вийшовши на поле 26 травня 2024 року в останньому турі проти «Рудеша» (3:3), вигравши таким чином із командою чемпіонство.
У березні 2025 року Кркалич переїхав до Фінляндії та підписав контракт з «Ільвесом» з Вейккаусліги. Він дебютував за нову команду у чемпіонаті 27 квітня, замінивши на 7-й хвилині матчу проти «Марієгамна» на стадіоні «Віклеф Голдинг Арена» вилученого Отсо Віртанена (2:3), втім надалі залишився запасним воротарем.

## Міжнародна кар'єра
Кркалич виступав за юнацькі збірні Боснії і Герцеговини до 15, 17 та 18 років.